# Hey
Hey – polski rockowy zespół muzyczny, założony w 1992 roku w Szczecinie. W 2017 zawiesił działalność i od tej pory wznawia ją tylko na rzecz sporadycznych koncertów. Jego obecny skład tworzą: wokalistka Katarzyna Nosowska, gitarzyści Marcin Żabiełowicz i Paweł Krawczyk, perkusista Robert Ligiewicz, basista Jacek Chrzanowski i klawiszowiec Marcin Macuk.
Hey został założony w 1992 przez gitarzystę Piotra Banacha. W pierwszym składzie znaleźli się jego znajomi ze szczecińskiej sceny rockowej: Nosowska, Żabiełowicz, Ligiewicz i Macuk, którego jeszcze w tym samym roku zastąpił Chrzanowski. Po zdobyciu drugiej nagrody dziennikarzy na festiwalu w Jarocinie Hey podpisał kontrakt z wytwórnią Izabelin Studio, a w 1993 wydał debiutancki album studyjny Fire. W pierwszych latach działalności zespół, wykonujący głównie muzykę inspirowaną stylistyką grunge, należał do czołówki najpopularniejszych polskich wykonawców, a publiczna fascynacja jego twórczością była nazywana w mediach Heyomanią. W 1995 wytwórnia dokonała nieudanej próby wypromowania grupy w Stanach Zjednoczonych. Jej brak powodzenia i wysokie koszty ponoszone w tym czasie doprowadziły do napięć z członkami i mniejszego wkładu w promocję, wskutek czego popularność zespołu zaczęła spadać. Po Fire grupa wydała w latach 90. jeszcze cztery albumy studyjne: Ho! (1994), ? (1995), Karmę (1997) i Hey (1999). W 1999 Banach opuścił zespół.
W 2001 Krawczyk, wcześniej zastępujący Banacha podczas koncertów, dołączył do Hey jako stały członek. Zmiana przyniosła grupie ewolucję brzmieniową, przejawiającą się ograniczeniem roli gitary oraz zwrotem ku muzyce alternatywnej i elektronicznej. Z Krawczykiem Hey nagrał sześć albumów studyjnych: [sic!] (2001), Music Music (2003), Echosystem (2005), Miłość! Uwaga! Ratunku! Pomocy! (2009), Do rycerzy, do szlachty, doo mieszczan (2012) i Błysk (2016). W 2007 zespół wydał album koncertowy MTV Unplugged, który okazał się jego największym sukcesem komercyjnym w XXI wieku. W latach 2012–2013 grupa poszerzyła się o klawiszowca Marcina Zabrockiego, a w 2015 do stałego składu powrócił Macuk. W 2017, po 25 latach od debiutu, Hey zawiesił działalność. Od tego czasu wznowił ją tylko na rzecz kilku koncertów i jednego utworu.
Hey uchodzi za jeden z najpopularniejszych i najważniejszych zespołów w historii polskiego rocka. Został uhonorowany licznymi nagrodami, w tym 16 Fryderykami, dwoma Złotymi Bączkami i Eska Music Award. Jego albumy były certyfikowane przez Związek Producentów Audio-Video złotymi i platynowymi płytami, w tym czterema multiplatynowymi, a 22 jego singli zajmowało pierwsze miejsce Listy przebojów Programu Trzeciego.

## Historia

### Geneza i utworzenie
Pierwszy skład Hey wywodzi się z innych zespołów szczecińskiej sceny rockowej przełomu lat 80. i 90. Na początku 1987 Piotr Banach dołączył jako perkusista do Kolaborantów. Jesienią tego samego roku skład grupy poszerzył się o basistę Jacka Chrzanowskiego. Katarzyna Nosowska w okresie nauki w technikum śpiewała w chórze Politechniki Szczecińskiej i kilku lokalnych zespołach rockowych. Podczas prób ze Szklanymi Pomarańczami poznała Chrzanowskiego, który z kolei zapoznał ją z Banachem. W 1989 Banach porzucił grę na perkusji w Kolaborantach na rzecz gitary, ponadto zaczął komponować i pisać teksty piosenek. W 1990 opuścił Kolaborantów i założył heavymetalową grupę Dum Dum, w której pierwszym składzie śpiewała Nosowska. Po nagraniu kasety demo i zagraniu tylko jednego koncertu Nosowska opuściła Dum Dum, przekonana przez ówczesnego partnera, że pozostali członkowie źle ją traktują. Rozgniewany jej decyzją Banach nie odzywał się do niej przez dwa lata.
Po odejściu z Dum Dum Nosowska nagrywała wokale wspierające dla innych zespołów. Tymczasem do Dum Dum dołączył jako perkusista Robert Ligiewicz (pseudonim Bubek), którego Banach poznał na przeglądzie muzycznym w klubie Pinokio. Wiosną 1992 Banach podjął decyzję o założeniu drugiego zespołu, Hey. Po dwuletnim braku kontaktu zaproponował Nosowskiej występowanie w nim jako wokalistka, na co ona się zgodziła. Marcin Macuk, którego Banach znał z liceum, równocześnie dołączył do Dum Dum i Hey jako basista. Drugim gitarzystą Hey został Marcin Żabiełowicz, wcześniej występujący w zespole Guitars Project, którego Banach poznał w sklepie muzycznym Rock’n’Roller, gdzie pracował jako sprzedawca. Na początku czerwca 1992 Hey odbył swoją pierwszą próbę, podczas której zagrał trzy piosenki z repertuaru Dum Dum. Później Ligiewicz otrzymał od Banacha propozycję dołączenia do Hey. Początkowo był niechętny do występowania w zespole, w którym śpiewa kobieta, jednak usłyszawszy wokal Nosowskiej zmienił zdanie.
Inspiracją dla Banacha przy wymyśleniu nazwy zespołu był okrzyk wojenny plemienia Dakotów: „Hokka-hey! Hadree, hadree, succomee, succomee!”.

### 1992–1994: Początek działalności i Heyomania
Pierwszy koncert Hey, poprzedzony tylko dwoma próbami, odbył się 1 lipca 1992 na Rock Festiwalu w Kielcach i obejmował cztery utwory: dwa z repertuaru Dum Dum i dwa nowo napisane. W festiwalowym konkursie grupa zajęła drugie miejsce (zaraz za Dum Dum). W następstwie sukcesu Ligiewicz, dotychczas grający w Heyu gościnnie, postanowił zostać w nim na stałe. Macuk uznał, że nie jest w stanie pogodzić szkoły z graniem w trzech zespołach, więc opuścił Hey. Chrzanowski, nadal grający w Kolaborantach, otrzymał od Banacha propozycję zastąpienia Macuka, jednak odrzucił ją ze względu na brak czasu. Tymczasem Hey wysłał demo nagrane przez Dum Dum w 1989 (ze śpiewem Nosowskiej) na festiwal w Jarocinie, który odbywał się w dniach 6–8 sierpnia 1992. Zespół zakwalifikował się do konkursu, a Chrzanowski zgodził się z nim zagrać. Podczas festiwalu grupa wygrała drugą nagrodę dziennikarzy, zaraz za Dum Dum. Chrzanowski postanowił pozostać w jej składzie na stałe i w tym samym roku opuścił Kolaborantów. W Jarocinie na Hey zwróciła uwagę Katarzyna Kanclerz, menedżerka prowadząca z Andrzejem Puczyńskim wydawnictwo muzyczne Izabelin Studio. Nieświadoma, że zespół ma przygotowane tylko cztery utwory, zaproponowała im kontrakt fonograficzny, jednak muzycy byli niechętni podpisania go. Mimo braku formalnej współpracy, Kanclerz zaczęła organizować zespołowi koncerty i działania promocyjne, między innymi teledysk do utworu „One of Them” (nagrany w ramach programu Luz TVP). W listopadzie 1992 członkowie Hey podpisali kontrakt i przeprowadzili się do mieszkania Kanclerz w Warszawie.
6 listopada 1992 Izabelin Studio wydało na wspólnym singlu magnetofonowym utwory Hey „One of Them” i „Fate”. Tego samego dnia w warszawskim klubie Fugazi zespół zagrał promocyjny koncert w obecności osób z branży muzycznej w ramach supportu dla Frank Rubel. Również w listopadzie 1992 grupa wystąpiła jako support podczas czterech koncertów Acid Drinkers, a 24 listopada 1992 rozpoczęła nagrywanie debiutanckiego albumu. 3 stycznia 1993 Hey zagrał podczas emitowanego przez TVP finału pierwszej edycji Wielkiej Orkiestry Świątecznej Pomocy, gdzie zaprezentował specjalnie na tę okazję przygotowany utwór „Moja i twoja nadzieja”, nagrany z gościnnym udziałem Edyty Bartosiewicz. Piosenka promowała nadchodzący album jako singel i zajęła 1. miejsce na Liście przebojów Programu Trzeciego. Debiutancki album zespołu, Fire, został wydany 8 lutego 1993 na kasecie i 6 maja 1993 na płycie kompaktowej (CD). Po trzech tygodniach jego sprzedaż przekroczyła 30 tysięcy egzemplarzy. Dwa kolejne single promujące album, „Dreams” i „Teksański”, również zajęły 1. miejsce Listy przebojów Programu Trzeciego, zaś ostatni, „Eksperyment”, dotarł do pozycji 4. W 1997 Związek Producentów Audio-Video certyfikował Fire poczwórną platyną, co przekłada się na 400 tysięcy sprzedanych egzemplarzy.
W marcu 1993 Hey zagrał koncert w Kopenhadze, a 25 lipca 1993 na festiwalu Printemps de Bourges we francuskim mieście Bourges, na który dostał się w wyniku polskich eliminacji. 23 czerwca 1993 zespół wystąpił na koncercie rockowym w ramach XXX Krajowego Festiwalu Piosenki Polskiej w Opolu, a dwa dni później podczas zorganizowanego w ramach programu telewizyjnego Luz koncertu Wojna z trzema schodami, gdzie spontanicznie w „Mojej i twojej nadziei” zaśpiewał Ryszard Riedel. Latem 1993 grupa wzięła udział w cyklu koncertów Trans Europa Express we Francji, a od 3 do 17 październiku 1993 odbyła trasę koncertową, nazwaną Trasą Złotej Płyty Fire i obejmującą 11 wyprzedanych występów. 23 listopada 1993 Hey odebrał nagrody w kategoriach: zespół roku, nadzieja roku, płyta/kaseta roku (Fire) i przebój roku („Dreams”) w plebiscycie magazynu „Tylko Rock”, dodatkowo Nosowska zdobyła statuetkę dla wokalistki roku. W grudniu 1993 Izabelin Studio wydało kasetę VHS 3–17.X.93 Live, zawierającą film dokumentalny o październikowej trasie. Na przełomie 1993 i 1994 zespół zajął 4 na 10 miejsc w plebiscycie przebojów roku czasopisma „Bravo”, a Nosowska zdobyła Paszport „Polityki” w kategorii muzyki rozrywkowej oraz nagrodę Radia Kolor dla największej osobowości scenicznej. W lutym 1994 grupa zagrała trasę koncertową we Francji, a w kwietniu 1994 jej członkowie otrzymali tytuły Honorowych Mieszkańców Miasta Szczecina.
22 kwietnia 1994 nakładem Izabelin Studio ukazał się drugi album Hey, Ho!. W dniu premiery jego sprzedaż przekroczyła 100 tysięcy egzemplarzy, a po 10 dniach 250 tysięcy. W 1997 Związek Producentów Audio-Video certyfikował go potrójną platyną za osiągnięcie nakładu 300 tysięcy kopii. Album był promowany czterema singlami: „Misie”, „Is It Strange”, „Ja sowa” i „Ho”. Trzy pierwsze z nich dotarły do 1. miejsca Listy przebojów Programu Trzeciego, zaś czwarty do 2. Trasa koncertowa promująca Ho! potrwała od 8 do 29 maja 1994 i objęła 16 występów w halach sportowo-widowiskowych i amfiteatrach. 23 czerwca 1994 Hey wystąpił na koncercie rockowym w ramach XXXI Krajowego Festiwalu Piosenki Polskiej w Opolu, a 26 sierpnia 1994 na XXXI Międzynarodowym Festiwalu Piosenki w Sopocie, gdzie odebrał nagrodę specjalną od Telewizji Polskiej za całokształt twórczości. 9 października 1994 zespół zagrał koncert w hali Spodek w Katowicach, przygotowany we współpracy z MTV Europe i RMF FM, poprowadzony przez Piotra Metza i Marię Guzeninę. 6 grudnia 1994 nagrania z wydarzenia zostały wydane w ramach albumu koncertowego Live!, który pokrył się platynową płytą za 100 tysięcy sprzedanych egzemplarzy. Równocześnie ukazała się kaseta VHS Live ’94 dokumentująca trasę koncertową promującą Ho!, a także box set zawierający VHS Live ’94, CD i kasetę magnetofonową Live! oraz album ze zdjęciami.

### 1995–2000: Nieudana próba kariery w Stanach Zjednoczonych i odejście Piotra Banacha
W styczniu 1995 Hey zagrał koncerty w klubach CBGB i The Limelight w Nowym Jorku. 19 marca 1995 odebrał podczas gali Fryderyki 1994 nagrody dla najlepszej grupy i koncertu roku (występ w Spodku), ponadto był nominowany za najlepszy album rock/pop (Ho!) i wydarzenie roku (trasa promująca Ho!), zaś Nosowska była nominowana w kategorii najlepsza wokalistka. Również w marcu 1995 Hey rozpoczął nagrywanie kolejnego albumu, które zostało przerwane w kwietniu 1995 ze względu na kryzys członków zespołu. Powstały w tym czasie materiał został wydany 29 maja 1995 nakładem wytwórni Izabelin Studio i PolyGram Polska w formie minialbumu Heledore, tylko na CD. Promujące go single „Heledore Babe”, „Anioł” i „List” dotarły kolejno do 3., 1. i 1. pozycji Listy przebojów Programu Trzeciego. W tym samym czasie przedstawiciele wytwórni PolyGram wyrazili zainteresowanie wypromowaniem Hey w Stanach Zjednoczonych. W lipcu 1995 członkowie zespołu polecieli do Nowego Jorku, gdzie udzielali wywiadów w stacjach radiowych i uczestniczyli w spotkaniu w siedzibie PolyGram. Ostatecznie plany promocji grupy w Stanach nie doszły do skutku ze względu na nieporozumienia między polskim a amerykańskim oddziałem PolyGram oraz ciążę Nosowskiej, uniemożliwiającą dalekie podróże.
9 października 1995 odbyła się premiera trzeciego albumu studyjnego Hey, ?, zawierającego większość utworów z Heledore i kilka premierowych. Równocześnie z jego wersją podstawową została wyprodukowana wersja w pełni anglojęzyczna, zawierająca także wybrane anglojęzyczne utwory z Ho!, przygotowana docelowo na rynek amerykański, choć ostatecznie na nim niewydana. W 1997 ? pokrył się platynową płytą za osiągnięcie progu 100 tysięcy sprzedanych egzemplarzy. Album był promowany singlami „Wczesna jesień” i „Prawda” oraz trasą koncertową w listopadzie i grudniu 1995, obejmującą 31 występów w klubach. 25 listopada 1995 zespół zagrał na dorocznej edycji festiwalu Odjazdy w hali Spodek w Katowicach. W plebiscycie Fryderyki 1995 otrzymał nominacje w kategoriach zespół roku i album roku – rock (?), zaś Nosowska w kategorii autor roku. Na przełomie 1995 i 1996 nasilały się konflikty zespołu z Izabelin Studio, w wyniku których grupa zakończyła współpracę z Katarzyną Kanclerz, związała się z dwoma nowymi menedżerami i przeniosła się do wytwórni Mercury Records. Jedną z przyczyn nieporozumień były niekorzystne kontrakty, na mocy których członkowie zespołu musieli z własnych pieniędzy finansować produkcję muzyki i teledysków. Jako że nie było ich na to stać, przenosili finansowanie na wytwórnię, w praktyce zaciągając w ten sposób kredyty.
5 maja 1997 wytwórnia Mercury Records wydała czwarty album studyjny Hey, Karma. Ze względu na nieporozumienia z zespołem jego promocja ze strony wydawnictwa była znikoma. Dwa utwory z albumu zostały wydane na singlach: „Że” i „Dosyć poważnie”. Po około miesiącu od premiery wydawnictwo pokryło się złotą płytą za 50 tysięcy sprzedanych egzemplarzy, co było wynikiem poniżej oczekiwań wytwórni. W czerwcu 1997 zespół zagrał pięć darmowych plenerowych koncertów promujących Karmę. W lipcu 1997 Andrzej Puczyński, dyrektor PolyGram Polska, zainicjował nagranie nowej wersji utworu „Moja i twoja nadzieja” z 1993, dedykowanej ofiarom trwającej właśnie powodzi tysiąclecia. W piosence, zatytułowanej „Moja i twoja nadzieja ’97”, zaśpiewali gościnnie inni polscy artyści. Nagranie zostało wydane na maxi singlu, z którego dochód trafił do ofiar powodzi, a jego grupowe wykonanie na żywo zwieńczyło charytatywny koncert zorganizowany i emitowany przez Telewizję Polską 19 lipca 1997. Utwór dotarł do 1. miejsca Listy przebojów Programu Trzeciego.
4 maja 1999 nakładem Mercury Records i Universal Music Polska ukazał się piąty album studyjny zespołu, zatytułowany Hey. Członkowie grupy nagrali go za darmo w formie spłaty długów, jakie powstały w wytwórni po wydaniu ? i Karmy. Zespół otrzymał za niego nominację w kategorii album roku – rock do nagród Fryderyki 1999. Wydawnictwo promowały single „4 pory” (1. miejsce na Liście przebojów Programu Trzeciego), „Czas spełnienia” i „Mamjakty”. W lipcu 1999, po koncercie w Gdańsku, Banach oświadczył pozostałym członkom Hey, że odchodzi z zespołu. Na jego decyzję wpłynęło osłabienie relacji z resztą grupy i zmęczenie show businessem. W opublikowanym 1 października 1999 w czasopiśmie „Filipinka” felietonie Nosowska oświadczyła, że „Hey umarł”, choć po latach przyznała w wywiadzie, że uczyniła to pod wpływem impulsu. Od października do grudnia 1999 zespół odbył trasę koncertową promującą album Hey, podczas której Banacha zastępował na gitarze Paweł Krawczyk. Zaproszenie muzyka było inicjatywą Nosowskiej, która pracowała z nim wcześniej nad solowym albumem Milena (1998). Po zakończeniu promocji albumu Hey wygasł kontrakt zespołu z Universal Music Polska, a członkowie grupy odrzucili propozycję przedłużenia go.

### 2001–2008: Dołączenie Pawła Krawczyka i nowy kierunek muzyczny
Pamiętam niezbyt fajny okres w historii naszego zespołu, on trwał dobrych kilka lat. Nie sprzedawały nam się płyty, na koncertach nie było super, sami nie byliśmy w zbyt dobrej formie. Nastąpił jakiś moment zmęczenia. Nawet sami dla siebie nie byliśmy atrakcyjni. Ale potem to się samo przełamało. Nasz ojciec założyciel odszedł z zespołu i paradoksalnie ten wielki kryzys nam dopomógł. Widocznie tak miało być. Poczuliśmy znowu jakiś zew przygody, zapragnęliśmy iść dalej, żeby udowodnić wszystkim, że nikt nie będzie decydował o naszym „być albo nie być". Chcieliśmy zrobić coś razem. Pojawił się Paweł [Krawczyk] i powolutku, od nowa, poskładaliśmy Hey.

W 2001 Paweł Krawczyk dołączył do Hey jako stały członek, a zespół podpisał kontrakt fonograficzny z wytwórnią Warner Music Poland. 13 sierpnia 2001 grupa zagrała na festiwalu Przystanek Woodstock. 22 października 2001 odbyła się premiera jej szóstego albumu studyjnego, [sic!]. Wydawnictwo zadebiutowało na 4. miejscu ogólnopolskiej listy sprzedaży OLiS. Promujące go single „Cisza, ja i czas”, „[sic!]”, „Romans Petitem” i „Cudzoziemka w raju kobiet” dotarły kolejno do 1., 2., 34. i 1. miejsca Listy przebojów Programu Trzeciego. Od 7 listopada do 9 grudnia 2001 Hey zagrał 19 koncertów w ramach trasy promującej [sic!]. 22 listopada 2001 wytwórnia Universal Music Polska wydała bez wiedzy i zgody jego członków reedycję Fire oraz dwuczęściową kompilację ich największych przebojów ze swojego katalogu, The Best of Hey. 21 stycznia 2002 zespół zagrał koncert w Muzycznym Studiu Polskiego Radia im. Agnieszki Osieckiej, emitowany na żywo w Programie III Polskiego Radia. Również w styczniu 2002 wystąpił w czterech klubach w Czechach. 23 kwietnia 2002 zdobył nagrodę za album roku – rock podczas gali Fryderyki 2001, ponadto był nominowany w kategoriach piosenka roku („Cisza, ja i czas”) i grupa roku. Latem 2002 zagrał na dwóch czeskich festiwalach: Noc plná hvězd w Trzyńcu (28 czerwca) i Rock for People w Českým Brodzie (5 lipca), a także, drugi rok z rzędu, na Przystanku Woodstock (2 sierpnia).
Od 21 listopada do 8 grudnia 2002 Hey odbył trasę koncertową 10 lat po… celebrującą dziesięciolecie działalności. W głosowaniu na stronie internetowej zespołu fani wyłonili 15 piosenek, które były wykonywane na każdym koncercie. Wysokie zainteresowanie trasą przyczyniło się do decyzji o jej drugim etapie, który potrwał od 18 lutego do 16 marca 2003. 17 marca 2003 Warner Music Poland wydał dwupłytowy album pod tytułem Koncertowy, zawierający nagrania z pierwszej tury występów. Znalazł się na nim ponadto studyjny cover utworu „Klus Mitroh” zespołu Klaus Mitffoch, promujący wydawnictwo jako singel. 17 listopada 2003 Hey zagrał koncert akustyczny w Muzycznym Studiu Polskiego Radia im. Agnieszki Osieckiej. Tego samego dnia nakładem Warner Music Poland ukazał się siódmy album studyjny zespołu, Music Music. Wydawnictwo zajmowało przez dwa tygodnie 1. miejsce ogólnopolskiej listy sprzedaży OLiS, a pochodzące z niego single „Muka!”, „Mru-Mru” i „Moogie” dotarły kolejno do 1., 1. i 27. pozycji Listy przebojów Programu Trzeciego. Pod koniec 2003 i na początku 2004 Hey odbył trasę koncertową promującą album, obejmującą między innymi osiem występów w Czechach z lokalną formacją Vypsaná fiXa. 9 marca 2004 zespół odebrał podczas gali Fryderyki 2003 nagrodę za Music Music w kategorii album roku rock. Miał także drugą nominację w tej samej kategorii za Koncertowego oraz nominację dla grupy roku i za produkcję muzyczną roku („Muka!”).

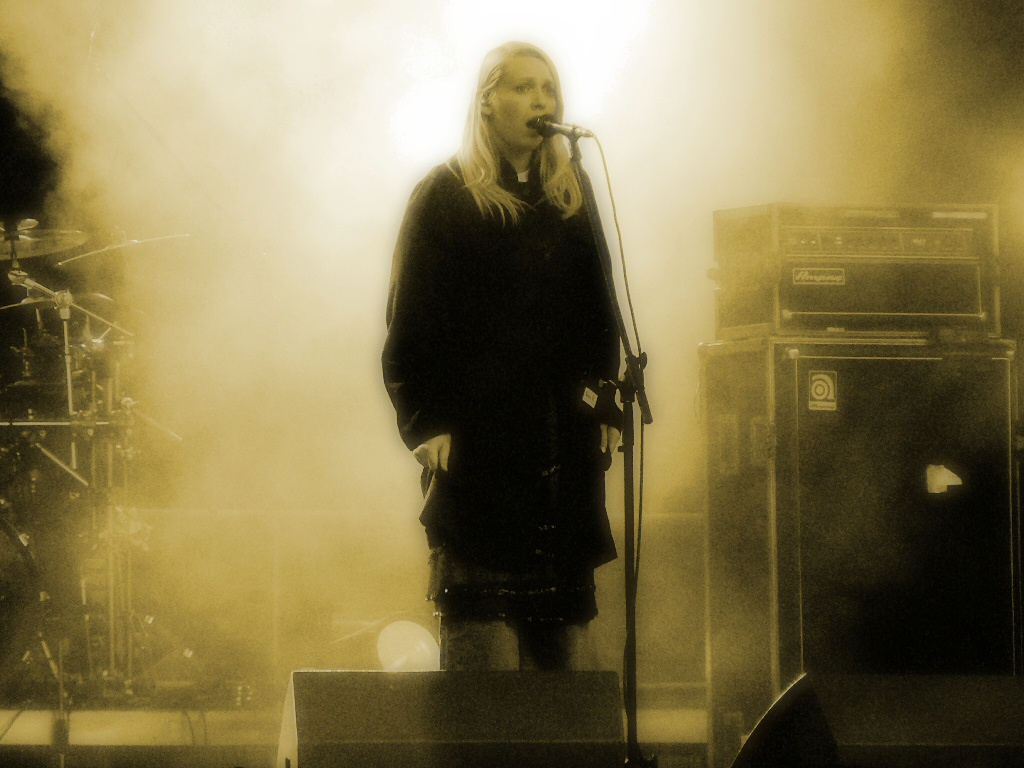
Katarzyna Nosowska podczas koncertu Hey na Juwenaliach w Warszawie (2006)

31 lipca 2004 Hey zagrał na festiwalu Przystanek Woodstock. 15 listopada 2004 występ został wydany przez spółkę Złoty Melon na albumie DVD Przystanek Woodstock. Związek Producentów Audio-Video certyfikował wydawnictwo złotą płytą za 5 tysięcy sprzedanych egzemplarzy. Jesienią 2004 Hey odbył trasę koncertową, częściowo wspólnie z Vypsaná fiXa. Latem 2005 zagrał na Seven Festivalu w Węgorzewie, Hunter Feście w Szczytnie, Festiwalu Muzycznym „Ku Przestrodze” w Tychach i na Przystanku Woodstock, gdzie otrzymał Złotego Bączka za najlepszy występ na poprzedniej edycji. W 2005 zespół podpisał kontrakt z wytwórnią Sony BMG Music Entertainment Poland, która 21 listopada 2005 wydała jego ósmy album studyjny, Echosystem. W jednym utworze gościnnie zagrał pierwszy basista Hey, Marcin Macuk. Album dotarł do 2. miejsca listy OLiS i pokrył się platynową płytą za 30 tysięcy sprzedanych egzemplarzy. Promujące go single „Mimo wszystko”, „A ty?” i „Byłabym” dotarły kolejno do 1., 6. i 1. miejsca Listy przebojów Programu Trzeciego. Od 19 listopada do 17 grudnia 2005 zespół odbył obejmującą 14 koncertów trasę Echosystem Tour. W lutym i marcu 2006 odbył się jej drugi etap, obejmujący między innymi występ w Dublinie. W plebiscycie Fryderyki 2005 zespół otrzymał nagrody dla grupy roku oraz za album roku rock/metal i najlepszą oprawę graficzną (Echosystem), ponadto był nominowany w za piosenkę roku i videoklip roku („Mimo wszystko”).
12 marca 2006 Hey zagrał na koncercie Solidarni z Białorusią. 27 marca 2006 odbyła się premiera DVD Echosystem z filmem dokumentującym pracę nad albumem pod tym samym tytułem. W kwietniu 2006 Hey zagrał z grupą Vypsaná fiXa sześć koncertów w Czechach. 2 czerwca 2006 wystąpił na XLIII Krajowym Festiwalu Piosenki Polskiej w Opolu w koncercie Superjedynek, do których był za Echosystem nominowany w kategorii płyta rock. 14 lipca 2006 zagrał w koncercie Top podczas festiwalu TOPtrendy 2006 w Sopocie. We wrześniu 2006 grupa otrzymała nominację do Europejskich Nagród Muzycznych MTV 2006 w kategorii najlepszy polski wykonawca. 20 lipca 2007 zespół zagrał na festiwalu w Jarocinie, wieńcząc Hey Day – w pełni mu poświęcony pierwszy dzień imprezy. 10 września 2007 w warszawskim Teatrze Muzycznym „Roma” Hey jako drugi polski wykonawca zagrał koncert akustyczny w ramach projektu MTV Unplugged. Kierownikiem muzycznym występu był Marcin Macuk, zaś gościnnie z Nosowską zaśpiewali Agnieszka Chylińska i Jacek Szymkiewicz. 18 października 2007 koncert został premierowo wyemitowany przez MTV Polska, zaś 19 listopada 2007 ukazał się na CD i DVD w ramach albumu koncertowego MTV Unplugged. Wydawnictwo zostało wydane przez nowo założoną niezależną wytwórnię QL Music. Album w dniu premiery osiągnął nakład odpowiadający złotej płycie, a przez pierwsze cztery tygodnie po premierze (i przez jeden w 2012) zajmował 1. miejsce listy OLiS. Jego sprzedaż przekroczyła 100 tysięcy egzemplarzy, co przełożyło się na certyfikat potrójnie platynowej płyty, wydany przez Związek Producentów Audio-Video w 2009.

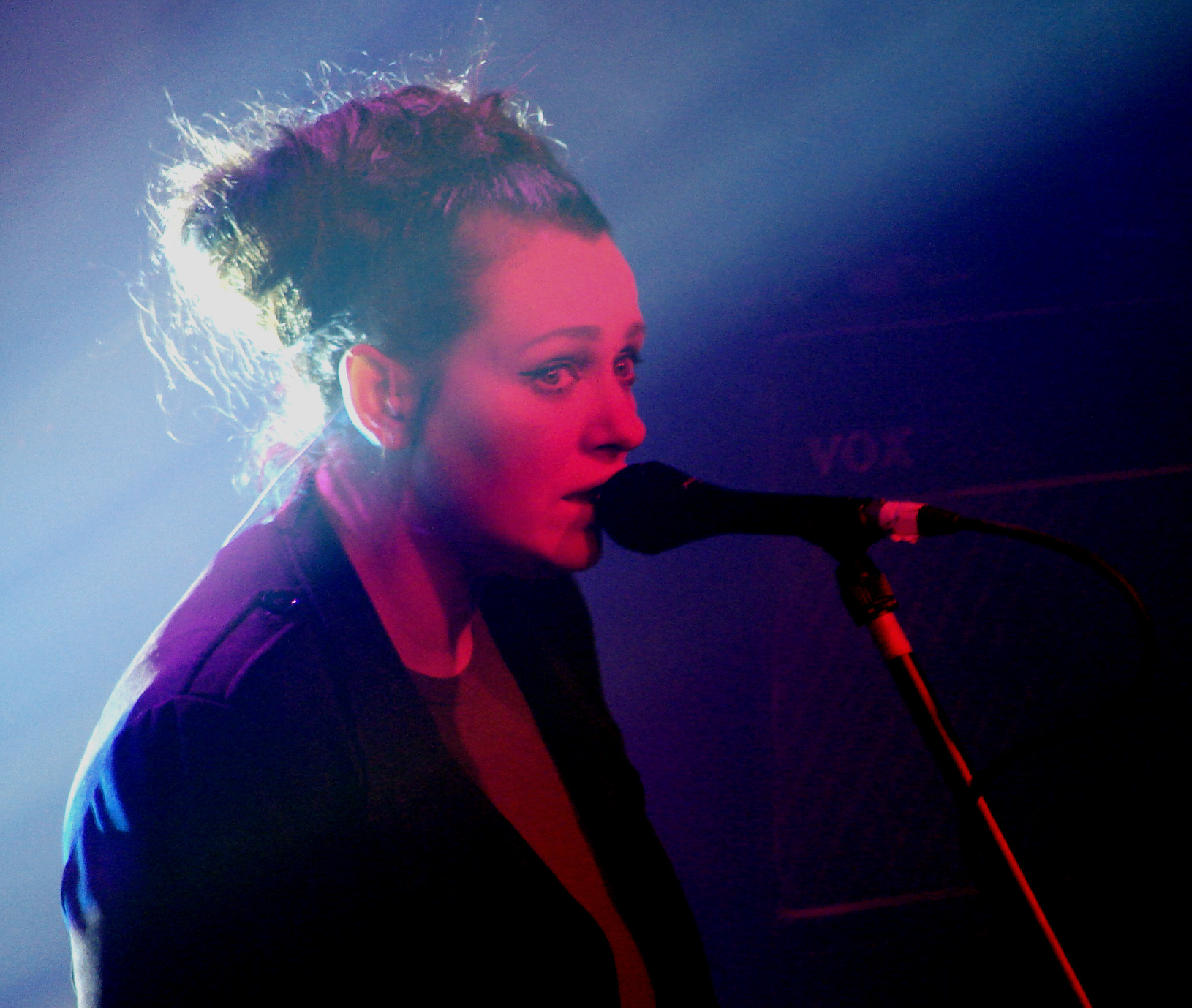
Katarzyna Nosowska podczas koncertu Hey w Nowym Jorku (2008)

Od 23 listopada do 15 grudnia 2007 Hey zagrał 12 koncertów w ramach trasy 92–07 celebrującej 15-lecie działalności, zaś w marcu 2008 wystąpił w Chicago i Nowym Jorku. 7 kwietnia 2008 zespół otrzymał podczas gali Fryderyki 2008 dzięki MTV Unplugged nagrody za album roku rock/metal, produkcję muzyczną roku i najlepszą oprawę graficzną, ponadto był nominowany w kategoriach piosenka roku („[sic!]” w wersji z MTV Unplugged) i grupa roku. 28 kwietnia 2008 otrzymał statuetkę Eska Music Award za rockowy album roku (MTV Unplugged). 4 lipca 2008 wystąpił z Czesławem Mozilem podczas festiwalu TOPtrendy 2008 w Sopocie, zaś 8 sierpnia 2008 zagrał na Off Festivalu w Mysłowicach. We wrześniu 2008 zespół otrzymał nominację do Europejskich Nagród Muzycznych MTV 2008 w kategorii najlepszy polski wykonawca. 26 października 2008 wykonał utwór „Telefony” podczas festiwalu Pejzaż bez Ciebie w Bydgoszczy, poświęconego twórczości Grzegorza Ciechowskiego. Od 29 listopada do 15 grudnia 2008 zagrał 7 akustycznych koncertów w ramach trasy MTV Unplugged.

### 2009–2017: Ostatnie lata i zawieszenie działalności
23 października 2009 nakładem QL Music ukazał się dziewiąty album studyjny Hey, Miłość! Uwaga! Ratunku! Pomocy!. Poza jego wersją podstawową równocześnie ukazała się edycja specjalna, wzbogacona o płytę DVD z filmem dokumentującym pracę nad materiałem. Album dotarł do 1. miejsca listy OLiS. W dniu premiery osiągnął nakład 30 tysięcy egzemplarzy, odpowiadający certyfikatowi platynowej płyty. Do grudnia 2009 jego sprzedaż przekroczyła 60 tysięcy egzemplarzy, za co Związek Producentów Audio-Video przyznał mu podwójnie platynową płytę. Pochodzące z niego single „Kto tam? Kto jest w środku?”, „Umieraj stąd”, „Miłość! Uwaga! Ratunku! Pomocy!” i „Faza delta” zajęły kolejno 1., 2., 17. i 1. pozycję Listy przebojów Programu Trzeciego. 14 listopada 2009 rozpoczęła się trasa koncertowa promująca album, podczas której zespół wspierali na instrumentach klawiszowych wymiennie Marcin Macuk i Krzysztof Zalewski. 19 kwietnia 2010 Hey otrzymał nagrody w kategoriach piosenka roku („Kto tam? Kto jest w środku?”), grupa roku, album roku rock, produkcja muzyczna roku i wydawnictwo specjalne – najlepsza oprawa graficzna (trzy ostatnie za Miłość! Uwaga! Ratunku! Pomocy!) w plebiscycie Fryderyki 2010. 28 maja 2010 wystąpił w koncercie Top podczas festiwalu TOPtrendy 2010 w Sopocie. Tego samego dnia wytwórnia QL Music wydała remix album RE-MURPED!, zawierający remiksy utworów z Miłość! Uwaga! Ratunku! Pomocy!. 16 lipca 2010 Hey zagrał na festiwalu w Jarocinie, zaś 7 sierpnia na Off Festivalu w Katowicach. We wrześniu 2010 otrzymał nominację do Europejskich Nagród Muzycznych MTV 2010 w kategorii najlepszy polski wykonawca. 3 grudnia 2010 nakładem wydawnictwa Agora ukazała się płyta DVD z zapisem koncertu, który Hey zagrał w ramach cyklu Najmniejszy koncert świata.

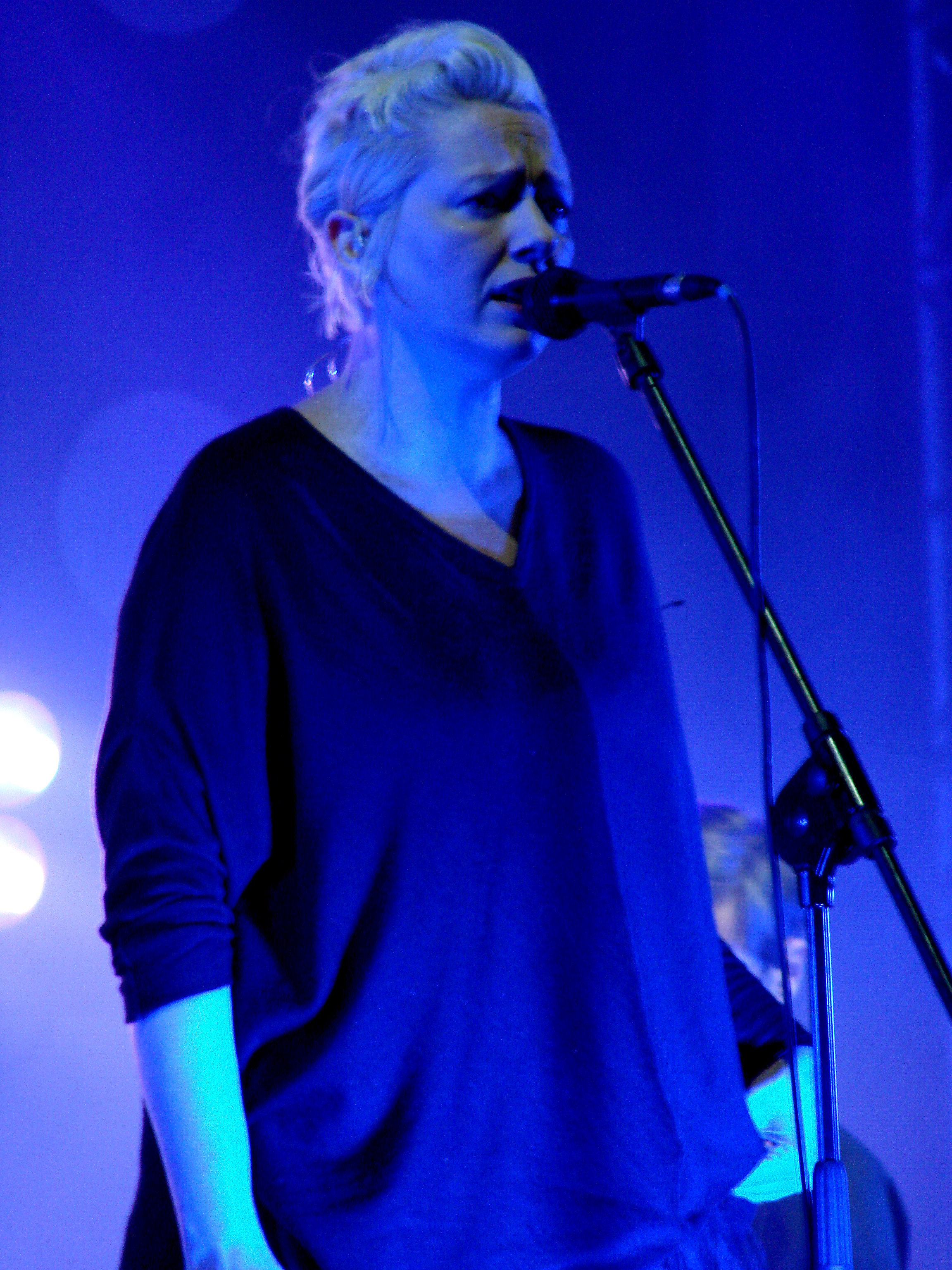
Katarzyna Nosowska podczas koncertu Hey na Festiwalu Muzycznym „Ku Przestrodze” w Chorzowie (2010)

W 2010 Universal Music Polska wydał zremasterowane reedycje albumów Fire (1993), Live! (1993), Ho! (1994), ? (1995) i Karma (1997), a także po raz pierwszy anglojęzyczną wersję ?. Z tej okazji Hey zagrał w grudniu 2010 i lutym 2011 koncerty w ramach trasy Re-edycje, podczas której były prezentowane głównie utwory z tych albumów. 7 września 2011 zespół odebrał honorową nagrodę Panteon Teraz Rocka, przyznaną z okazji 20-lecia magazynu „Teraz Rock”. W lutym 2012 Marcin Zabrocki zaczął zastępować Krzysztofa Zalewskiego na instrumentach klawiszowych podczas koncertów Hey, po czym dołączył do zespołu na stałe. W nowym, sześcioosobowym składzie powstał dziesiąty album studyjny grupy, Do rycerzy, do szlachty, doo mieszczan. Wydawnictwo ukazało się 6 listopada 2012 nakładem Supersam Music, niezależnej wytwórni założonej przez management Nosowskiej. Album dotarł do 3. miejsca listy OLiS, a do stycznia 2013 sprzedał się w 30 tysiącach egzemplarzy, co przełożyło się na certyfikat platynowej płyty. Pochodzące z niego single „Do rycerzy, do szlachty, do mieszczan”, „Co tam?”, „Podobno” i „Z przyczyn technicznych” (z gościnnym udziałem Gaby Kulki) zajęły kolejno 1., 5., 4. i 21. pozycję Listy przebojów Programu Trzeciego. Od 15 listopada do 14 grudnia 2012 odbyła się trasa koncertowa promująca album. Jej drugi etap, obejmujący między innymi Sztokholm, potrwał od 9 lutego do 23 marca 2013. W plebiscycie Fryderyki 2013 Hey otrzymał nominacje w kategoriach artysta roku i album roku (Do rycerzy, do szlachty, doo mieszczan).
28 stycznia 2013 przedsiębiorstwo Kayax ogłosiło rozpoczęcie współpracy menedżersko-wydawniczej z Hey. 7 czerwca 2013 zespół wziął udział w festiwalu TOPtrendy 2013 w Sopocie, gdzie wystąpił w ramach koncertu Top, a następnie zagrał jubileuszowy koncert z okazji 20-lecia działalności. 5 lipca 2013 wystąpił na Heineken Open’er Festivalu w Gdyni, a od 13 lipca do 31 sierpnia 2013 na wszystkich siedmiu festiwalach z cyklu Męskie Granie 2013. 19 lipca 2013 wykonał w całości album Fire podczas specjalnego występu na festiwalu w Jarocinie, a 13 września 2013 zagrał w Warszawie koncert w ramach emitowanego przez TVP2 cyklu Made in Polska. W 2013 Marcin Zabrocki opuścił Hey, argumentując to zmęczeniem karierą muzyczną. Od 21 marca do 6 kwietnia 2014 zespół odbył akustyczną trasę pod tytułem Hey Unplugged. Jej drugi etap potrwał od 4 do 17 października 2014, zaś trzeci od 26 marca do 26 kwietnia 2015. 29 maja 2015 Hey wystąpił na Polsat SuperHit Festiwalu 2015, gdzie otrzymał honorową nagrodę Platyna Platyn. 5 czerwca 2015 Kayax wydał album koncertowy Hey w Filharmonii. Szczecin Unplugged, zawierający zapis występu w Filharmonii im. Mieczysława Karłowicza w Szczecinie. 12 czerwca 2015 zespół wystąpił na Orange Warsaw Festivalu w Warszawie, a 19 czerwca 2015 na Life Festivalu Oświęcim.
Przy pracy nad jedenastym albumem studyjnym Hey, Błyskiem, Marcin Macuk dołączył do stałego składu zespołu. Od 31 marca do 13 kwietnia 2016 grupa odbyła trasę koncertową przedBŁYSK, podczas której prezentowała przedpremierowo utwory z albumu. Błysk ukazał się 22 kwietnia 2016 nakładem wytwórni Kayax i dotarł do 3. miejsca listy OLiS. Promujące go single „Prędko, prędzej”, „Historie”, „2015” i „Błysk” zajęły kolejno 1., 1., 6. i 2. pozycję Listy przebojów Programu Trzeciego. Związek Producentów Audio-Video certyfikował go platynową płytą za 30 tysięcy sprzedanych egzemplarzy. 14 lipca 2016 Hey zagrał na festiwalu Przystanek Woodstock, a 20 sierpnia 2016 na Kraków Live Festivalu. 26 sierpnia 2016 w Amfiteatrze Tysiąclecia w Opolu odbył się specjalny koncert zespołu z udziałem gości specjalnych, zagrany z okazji otwarcia Muzeum Polskiej Piosenki w Opolu. Od 7 października do 18 grudnia 2016 odbyła się trasa koncertowa promująca Błysk, kontynuowana od 10 lutego do 9 kwietnia 2017. W plebiscycie Fryderyki 2017 Hey otrzymał nominacje w kategoriach utwór roku („Prędko, prędzej”), teledysk roku („Błysk”) i album roku rock (Błysk). 8 kwietnia 2017 zespół wydał singel „BŁYSK.adło” – nową wersję piosenki „Błysk”, nagraną z Dawidem Podsiadło bez udziału Nosowskiej.

Podjęliśmy decyzję, że najwyższa pora dać odpocząć od nas ludziom. Jesteśmy wszyscy w zespole już w tym wieku, że to chyba ostatni moment, żeby poczuć, jak to jest ryzykować. Dowiedzieć się, kim jesteśmy bez tego projektu. Nie twierdzę, że to jest definitywny koniec. Po prostu nie wiemy, ile to potrwa. Na pewno nie wrócimy za pół roku, rok, i to nie chwyt marketingowy. Z decyzją nosiliśmy się od prawie roku. Przyznaję się oficjalnie, że inicjatorką tego pomysłu byłam ja. Chłopcy musieli się z tym stopniowo ułożyć.

25 maja 2017 Hey zapowiedział uczczenie 25-lecia działalności jesienną trasą koncertową Fayrant Tour, obejmującą największe hale sportowo-widowiskowe w Polsce. 14 lipca 2017 zespół zagrał na festiwalu w Jarocinie, a 14 sierpnia 2017 na Przystanku Woodstock, gdzie odebrał Złotego Bączka za najlepszy występ poprzedniej edycji. 14 września 2017 odbyła się premiera celebrującego jubileusz grupy singla „Gdzie jesteś, gdzie jestem?”, który dotarł do 1. miejsca Listy przebojów Programu Trzeciego. 12 października 2017 Nosowska potwierdziła, że z jej inicjatywy po zakończeniu Fayrant Tour Hey zawiesi działalność na czas nieokreślony, zaznaczając, że nie oznacza to rozwiązania zespołu. 27 października 2017 nakładem Kayax ukazała się dwupłytowa kompilacja CDN, zawierająca nowe nagrania wybranych utworów zespołu oraz singel „Gdzie jesteś, gdzie jestem?”. Składanka zajęła 2. miejsce listy OLiS, pokryła się złotą płytą i przyniosła zespołowi nagrodę za album roku rock podczas gali Fryderyki 2018. Trasa Fayrant Tour potrwała od 24 listopada do 14 grudnia 2017 i objęła 10 koncertów. Każdego wieczoru gościnnie z zespołem zagrał jego założyciel, Piotr Banach.

### Od 2021: Pojedyncze koncerty
W 2021 Hey jednorazowo wznowił działalność na rzecz występu, który odbył się 17 lipca na festiwalu w Jarocinie.
14 i 15 października 2023 zespół uczcił 30-lecie działalności dwoma koncertami w Spodku w Katowicach.
27 czerwca 2025 Hey wydał premierowy singel „Bezruch”. Piosenka dotarła do 1. miejsca Listy Przebojów Trójki. Od 4 lipca do 29 sierpnia 2025 zespół zagra pięć koncertów w ramach cyklu festiwali Letnie Brzmienia w Krakowie, Wrocławiu, Warszawie, Gdańsku i Poznaniu.

## Charakterystyka muzyczna i inspiracje
Hey wykonuje głównie muzykę rockową. Na początku działalności zespołu jego twórczość reprezentowała w dużej mierze grunge i hard rock. W 1993 członkowie wymienili pośród swoich inspiracji muzycznych grupy Soundgarden, Pearl Jam i Alice in Chains. Dominik Zawadzki z portalu rockmetal.pl napisał we wspomnieniu o debiutanckim albumie Fire (1993): „Wypełniony po brzegi ostrym, autentycznym graniem album doskonale wpisał się w grunge’ową rewolucję i odpowiedział na ogromne zapotrzebowanie polskiej publiki na taką właśnie muzykę. (…) autor całej muzyki, gitarzysta Piotr Banach, fantastycznie czuł takie klimaty, riffy jego autorstwa bez żadnej przesady nie były słabsze od tych, które powstawały za oceanem”. Wiesław Królikowski ocenił, że Nosowska śpiewała „charakterystycznym głosem o przybrudzonej barwie”. Ona sama przyznała, że w tamtym okresie zależało jej na podrabianiu maniery wokalnej Eddiego Veddera. Przy swoim drugim albumie, Ho! (1994), Hey rozpoczął współpracę z Leszkiem Kamińskim, który odpowiadał za realizację dźwięku lub produkcję muzyczną wszystkich studyjnych wydawnictw zespołu do Echosystemu (2005).
Na albumie Karma (1997) Hey zmienił stylistykę na rock psychodeliczny. Recenzenci zwracali uwagę na nawiązania muzyczne do lat 60., skupienie na sekcji rytmicznej i odmienny sposób śpiewania Katarzyny Nosowskiej. Piotr Banach wspominał: „Nie chcieliśmy być dłużej postrzegani jako maskotki tworzące muzykę dla mas – chcieliśmy, żeby nasza muzyka powodowała refleksję i zadumę”. Nosowska skomentowała ewolucję stylistyczną z tamtego okresu: „Ewidentnie przestaliśmy robić fajne, proste piosenki”, zaś Marcin Żabiełowicz przyznał, że dopiero od Karmy zaczął nagrywać improwizowane solo gitarowe. Wiesław Królikowski napisał, że zespół „wypracował własne, mocne brzmienie, rezygnując z grunge’owego klimatu, a Nosowska wzbogaciła swe surowe, krzykliwe interpretacje o coś zmysłowego”. Jako inspiracje dla kolejnego albumu, Hey (1999), Banach wskazał punk rock i reggae („umownym hasłem tym razem było «punky reggae party»”). Nosowska wyznała, że powróciła na nim do głośniejszego śpiewania: „Przy Karmie już myślałam, że nie potrafię się wydzierać, dlatego Karma jest tak spokojnie zaśpiewana. Byłam przekonana, że się skończyło, że nie umiem. A tu proszę bardzo! Nowa płyta jest bardzo ostra w sensie śpiewania”.

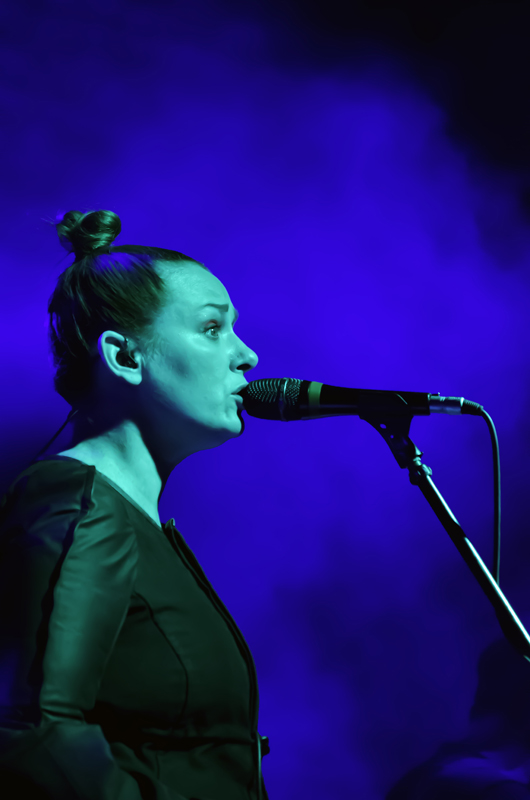
Katarzyna Nosowska podczas koncertu Hey na Rock May Festivalu w Skierniewicach (2012)

Po odejściu Banacha z Hey w 1999 i zastąpieniu go przez Pawła Krawczyka stylistyka muzyczna zespołu ewoluowała. Krawczyk wypowiedział się: „Moje dojście do Hey jedynie przyspieszyło nieuniknioną muzyczną ewolucję grupy. Wszyscy powoli zaczęli odchodzić od gitarowego bożka. Stało się to za obopólną zgodą (…). Sama obecność gitar nie jest dla nas absolutnie żadną wartością. Odeszliśmy od gitarocentryzmu”. Robert Sankowski z „Gazety Wyborczej” napisał, że na albumie [sic!] (2001) grupa zwróciła się ku muzyce alternatywnej i zaprezentowała dojrzałe oblicze. Grzegorz Szklarek z Codziennej Gazety Muzycznej ocenił, że „klimat przesunął się zdecydowanie od utworów cięższych (…) w stronę punkowej zadziorności, klimatów nowofalowych, a nawet zwykłego, niebanalnego, gitarowego popu”. Na kolejnym albumie, Music Music (2003), Hey po raz pierwszy zastosował elementy muzyki elektronicznej, które zdaniem krytyków bardziej przypominały solowe dokonania Nosowskiej niż dotychczasową twórczość zespołu. Recenzenci zwracali uwagę na podobieństwo brzmieniowe do reprezentantów rocka alternatywnego, takich jak Placebo, PJ Harvey, R.E.M. czy Interpol. Przy kolejnym albumie, Echosystem (2005), krytycy pisali o powrocie do gitarowego brzmienia, melodyjności i nawiązaniach stylistycznych do rock and rolla, Coldplay czy The Vines.
W 2007 Marcin Macuk, pierwszy basista Hey, który wyprodukował wydany w tym samym roku solowy album Nosowskiej UniSexBlues, został przez zespół zaangażowany do przygotowania aranżacji na koncert akustyczny z cyklu MTV Unplugged. Podczas występu zostały wykorzystane pianino, lira korbowa, akordeon, instrumenty smyczkowe i dęte. Marcin Żabiełowicz wspominał album MTV Unplugged: „Dzięki tej płycie zmienił się nasz stosunek do muzyki, sposób pracy, podejście do instrumentu. Pojawił się szacunek dla ciszy”. Również w 2007 Hey zaczął po raz pierwszy wykorzystywać podczas swoich regularnych koncertów instrumenty klawiszowe. Kolejne albumy studyjne zespołu: Miłość! Uwaga! Ratunku! Pomocy! (2009), Do rycerzy, do szlachty, doo mieszczan (2012) i Błysk (2016) zostały wyprodukowane przez Marcina Borsa. Przy dwóch pierwszych z nich krytycy podkreślali dalszą ewolucję brzmieniową zespołu: rzadsze korzystanie z gitar, większy nacisk na muzykę elektroniczną i sampling, stonowany klimat oraz nawiązania do muzyki folkowej i tanecznej. Robert Sankowski z „Gazety Wyborczej” napisał: „Avant pop, synthpop, oldskulowy gitarowy klimat godny filmów Lyncha, neofolkowe naleciałości, chillwave – tu może przydarzyć się wszystko”. Przed wydaniem Błysku członkowie Hey zapowiedzieli, że rola elektroniki zostanie na albumie zmniejszona na rzecz gitar. Recenzenci klasyfikowali wydawnictwo jako mieszaninę muzyki alternatywnej i pop-rocka zdominowaną przez gitary i instrumenty klawiszowe, wskazując na podobieństwo brzmieniowe do Queens of the Stone Age. Na dwupłytowej kompilacji CDN (2017) z nowymi wersjami starszych utworów pierwsza płyta została w całości wyprodukowana przez Leszka Kamińskiego, a druga przez Marcina Borsa.

## Sukcesy i dziedzictwo
Hey jest uznawany za jeden z najpopularniejszych i najważniejszych zespołów rockowych w Polsce oraz czołowych reprezentantów polskiej muzyki rozrywkowej lat 90.. Okres szczytowej popularności grupy, przejawiający się między innymi w wysokiej sprzedaży albumów i biletów na koncerty, przypadał na lata 1993–1995. Czas ten jest w mediach nazywany Heyomanią w nawiązaniu do pojęcia Beatlemanii, opisującego panującą w latach 60. fascynację zespołem The Beatles. Piotr Banach wspominał ten okres: „To było szaleństwo, tak jak oglądałem filmy o Beatlesach kiedyś: zatamowany ruch, ludzie, którzy otoczyli samochód i rzucali się na maskę (…), tłumy, histeria”. Do końca 1995 płyty i kasety Hey sprzedały się w ponad milionie egzemplarzy.
Dziennikarz Grzegorz Brzozowicz ocenił, że w połowie lat 90. Katarzyna Nosowska była najpopularniejszą polską wokalistką, a jej sukces doprowadził do spopularyzowania rocka śpiewanego przez kobiety. Dodał: „To głównie dzięki Nosowskiej dziesiątki tysięcy dzieciaków w całej Polsce natychmiast utożsamiły się z Heyem. Ona była koleżanką z sąsiedztwa. Nie wdzięcząc się do słuchacza, śpiewała o bólu młodzieńczego istnienia”. Dziennikarz Paweł Piotrowicz napisał: „Kompozycje Banacha oczarowały wszystkich chwytliwością, a każda dziewczyna chciała być jak niepozorna i śpiewająca egzystencjalne teksty Katarzyna Nosowska”. Marta Waszkiewicz z czasopisma „Zwierciadło” napisała: „W połowie lat 90. polską sceną muzyczną rządziły charakterne wokalistki o niebanalnych głosach i wyrazistym wizerunku. Kasia Nosowska idealnie wpisywała się w ten trend, więc dekada ta okazała się złotym czasem w jej karierze”. Nosowska wspominała: „Wtedy wszystko było pierwsze. Były u nas w rocku śpiewające kobiety, ale potrzeba było innego głosu. No i było zapotrzebowanie na «antyidola», które za granicą rozbudził Kurt Cobain”.
W 2013 Hey zajął 11. miejsce w zorganizowanym przez Onet.pl głosowaniu internautów na najlepsze polskie zespoły, a w 2017 11. miejsce w rankingu najlepszych polskich grup rockowych portalu Ultimate Guitar. W 2014 Fire zajął 19. miejsce w zorganizowanym przez Onet.pl głosowaniu na najlepsze polskie albumy wydane w III Rzeczypospolitej. Bartosz Sąder z Onet.pl nazwał utwór „Moja i twoja nadzieja” jednym z najważniejszych w historii polskiej muzyki. W 2009 Filip Łobodziński i Robert Ziębiński wymienili go w przygotowanym dla „Newsweeka” zestawieniu 12 piosenek, które zmieniły Polskę, nazywając ją „balladą polskiego pokolenia X”. W 2012 wygrał on głosowanie internautów na największy polski przebój lat 90., zorganizowane przez portal interia.pl, a w 2018 znalazł się w zestawieniu 100 najważniejszych polskich piosenek, przygotowanym przez Polskie Radio z okazji stulecia odzyskania przez Polskę niepodległości. 16 lipca 2016 podczas festiwalu Męskie Granie w Katowicach odbył się specjalny koncert Tribute to Hey w hołdzie dla zespołu.
Hey jest laureatem 16 Fryderyków, nagród muzycznych przyznawanych przez Związek Producentów Audio-Video. Sumując wyróżnienia zdobyte z Hey i za działalność solową, Nosowska posiada 34 Fryderyków, najwięcej spośród wszystkich nagrodzonych w historii plebiscytu. Jeden album zespołu został certyfikowany przez Związek Producentów Audio-Video poczwórnie platynową płytą, dwa potrójnie platynową, jeden podwójnie platynową, pięć platynową, a trzy złotą. Certyfikaty te przekładają się na co najmniej 1,22 miliona sprzedanych egzemplarzy albumów. Do 2010 17 singli Hey dotarło do pierwszego miejsca Listy przebojów Programu Trzeciego, co stanowiło rekord spośród wszystkich wykonawców. Do końca działalności zespołu liczba ta wzrosła do 22. 18 utworów Hey dotarło do pierwszego miejsca Szczecińskiej Listy Przebojów.

### Lista nagród i nominacji
| Plebiscyt / festiwal             | Rok  | Kategoria / nagroda                                            | Nominowana twórczość                   | Rezultat    | Źr.     |
| -------------------------------- | ---- | -------------------------------------------------------------- | -------------------------------------- | ----------- | ------- |
| Bestsellery Empiku               | 2010 | Artysta polski                                                 | Miłość! Uwaga! Ratunku! Pomocy!        | Nominacja   | [ 246 ] |
| Bestsellery Empiku               | 2018 | Wydarzenie                                                     | 25 lat Hey i Fayrant Tour              | Nominacja   | [ 247 ] |
| Eska Music Awards                | 2007 | Rockowy hit roku                                               | „Całą noc”                             | Nominacja   | [ 248 ] |
| Eska Music Awards                | 2008 | Rockowy album roku                                             | MTV Unplugged                          | Wygrana     | [ 113 ] |
| Europejskie Nagrody Muzyczne MTV | 2006 | Najlepszy polski wykonawca                                     |                                        | Nominacja   | [ 100 ] |
| Europejskie Nagrody Muzyczne MTV | 2008 | Najlepszy polski wykonawca                                     |                                        | Nominacja   | [ 116 ] |
| Europejskie Nagrody Muzyczne MTV | 2010 | Najlepszy polski wykonawca                                     |                                        | Nominacja   | [ 130 ] |
| Festiwal w Jarocinie             | 1992 | II nagroda dziennikarzy                                        |                                        | Wygrana     | [ 14 ]  |
| Fryderyki                        | 1995 | Najlepsza grupa                                                |                                        | Wygrana     | [ 46 ]  |
| Fryderyki                        | 1995 | Album roku rock/pop                                            | Ho!                                    | Nominacja   | [ 46 ]  |
| Fryderyki                        | 1995 | Koncert roku                                                   | koncert w Spodku                       | Wygrana     | [ 46 ]  |
| Fryderyki                        | 1995 | Wydarzenie roku                                                | trasa koncertowa promująca Ho!         | Nominacja   | [ 46 ]  |
| Fryderyki                        | 1996 | Zespół roku                                                    |                                        | Nominacja   | [ 56 ]  |
| Fryderyki                        | 1996 | Album roku – rock                                              | ?                                      | Nominacja   | [ 56 ]  |
| Fryderyki                        | 2000 | Album roku – rock                                              | Hey                                    | Nominacja   | [ 66 ]  |
| Fryderyki                        | 2002 | Grupa roku                                                     |                                        | Nominacja   | [ 81 ]  |
| Fryderyki                        | 2002 | Piosenka roku                                                  | „Cisza, ja i czas”                     | Nominacja   | [ 81 ]  |
| Fryderyki                        | 2002 | Album roku – rock                                              | [sic!]                                 | Wygrana     | [ 81 ]  |
| Fryderyki                        | 2004 | Grupa roku                                                     |                                        | Nominacja   | [ 85 ]  |
| Fryderyki                        | 2004 | Album roku rock                                                | Music Music                            | Wygrana     | [ 85 ]  |
| Fryderyki                        | 2004 | Album roku rock                                                | Koncertowy                             | Nominacja   | [ 85 ]  |
| Fryderyki                        | 2004 | Produkcja muzyczna roku                                        | „Muka!”                                | Nominacja   | [ 85 ]  |
| Fryderyki                        | 2006 | Grupa roku                                                     |                                        | Wygrana     | [ 95 ]  |
| Fryderyki                        | 2006 | Piosenka roku                                                  | „Mimo wszystko”                        | Nominacja   | [ 95 ]  |
| Fryderyki                        | 2006 | Videoklip roku                                                 | „Mimo wszystko”                        | Nominacja   | [ 95 ]  |
| Fryderyki                        | 2006 | Album roku rock / metal                                        | Echosystem                             | Wygrana     | [ 95 ]  |
| Fryderyki                        | 2006 | Wydawnictwo specjalne – najlepsza oprawa graficzna             | Echosystem                             | Wygrana     | [ 95 ]  |
| Fryderyki                        | 2008 | Grupa roku                                                     |                                        | Nominacja   | [ 112 ] |
| Fryderyki                        | 2008 | Piosenka roku                                                  | „[sic!]” (wersja z MTV Unplugged)      | Nominacja   | [ 112 ] |
| Fryderyki                        | 2008 | Album roku rock / metal                                        | MTV Unplugged                          | Wygrana     | [ 112 ] |
| Fryderyki                        | 2008 | Produkcja muzyczna roku                                        | MTV Unplugged                          | Wygrana     | [ 112 ] |
| Fryderyki                        | 2008 | Wydawnictwo specjalne – najlepsza oprawa graficzna             | MTV Unplugged                          | Wygrana     | [ 112 ] |
| Fryderyki                        | 2010 | Grupa roku                                                     |                                        | Wygrana     | [ 125 ] |
| Fryderyki                        | 2010 | Piosenka roku                                                  | „Kto tam? Kto jest w środku?”          | Wygrana     | [ 125 ] |
| Fryderyki                        | 2010 | Videoklip roku                                                 | „Kto tam? Kto jest w środku?”          | Nominacja   | [ 125 ] |
| Fryderyki                        | 2010 | Produkcja muzyczna roku                                        | „Kto tam? Kto jest w środku?”          | Nominacja   | [ 125 ] |
| Fryderyki                        | 2010 | Album roku rock                                                | Miłość! Uwaga! Ratunku! Pomocy!        | Wygrana     | [ 125 ] |
| Fryderyki                        | 2010 | Produkcja muzyczna roku                                        | Miłość! Uwaga! Ratunku! Pomocy!        | Wygrana     | [ 125 ] |
| Fryderyki                        | 2010 | Wydawnictwo specjalne – najlepsza oprawa graficzna             | Miłość! Uwaga! Ratunku! Pomocy!        | Wygrana     | [ 125 ] |
| Fryderyki                        | 2013 | Artysta roku                                                   |                                        | Nominacja   | [ 144 ] |
| Fryderyki                        | 2013 | Album roku                                                     | Do rycerzy, do szlachty, doo mieszczan | Nominacja   | [ 144 ] |
| Fryderyki                        | 2017 | Utwór roku                                                     | „Prędko, prędzej”                      | Nominacja   | [ 169 ] |
| Fryderyki                        | 2017 | Teledysk roku                                                  | „Błysk”                                | Nominacja   | [ 169 ] |
| Fryderyki                        | 2017 | Album roku rock                                                | Błysk                                  | Nominacja   | [ 169 ] |
| Fryderyki                        | 2018 | Album roku rock                                                | CDN                                    | Wygrana     | [ 179 ] |
| Fryderyki (nagrody publiczności) | 2024 | Fryderykowy przebój 30-lecia                                   | „Kto tam? Kto jest w środku?”          | Nominacja   | [ 249 ] |
| Nagrody „Teraz Rocka”            | 2011 | Panteon Teraz Rocka                                            |                                        | Wygrana     | [ 135 ] |
| Nagrody „Tylko Rocka”            | 1993 | Zespół roku                                                    |                                        | Wygrana     | [ 31 ]  |
| Nagrody „Tylko Rocka”            | 1993 | Nadzieja roku                                                  |                                        | Wygrana     | [ 31 ]  |
| Nagrody „Tylko Rocka”            | 1993 | Płyta/kaseta roku                                              | Fire                                   | Wygrana     | [ 31 ]  |
| Nagrody „Tylko Rocka”            | 1993 | Przebój roku                                                   | „Dreams”                               | Wygrana     | [ 31 ]  |
| Nagrody „Tylko Rocka”            | 1997 | Zespół roku                                                    |                                        | Wygrana     | [ 40 ]  |
| PlayBox                          | 1995 | Złota dziesiątka                                               | „Ja sowa”                              | 5. miejsce  | [ 40 ]  |
| PlayBox                          | 1996 | Złota dziesiątka                                               | „List”                                 | 4. miejsce  | [ 40 ]  |
| Polsat SuperHit Festiwal         | 2015 | Platyna Platyn                                                 |                                        | Wygrana     | [ 155 ] |
| Przystanek Woodstock             | 2005 | Złoty Bączek                                                   |                                        | Wygrana     | [ 88 ]  |
| Przystanek Woodstock             | 2017 | Złoty Bączek                                                   |                                        | Wygrana     | [ 174 ] |
| Rock Festiwal w Kielcach         | 1992 |                                                                |                                        | 2. miejsce  | [ 12 ]  |
| Róże Gali                        | 2010 | Muzyka                                                         | Miłość! Uwaga! Ratunku! Pomocy!        | Nominacja   | [ 250 ] |
| Róże Gali                        | 2013 | Muzyka                                                         | 20-lecie działalności scenicznej       | Nominacja   | [ 251 ] |
| Sopot Festival                   | 1994 | Nagroda specjalna Telewizji Polskiej za całokształt twórczości |                                        | Wygrana     | [ 40 ]  |
| Superjedynki                     | 2006 | Płyta rock                                                     | Echosystem                             | Nominacja   | [ 98 ]  |
| Superjedynki                     | 2008 | Zespół roku                                                    |                                        | Nominacja   | [ 252 ] |
| Superjedynki                     | 2013 | SuperAlbum                                                     | Do rycerzy, do szlachty, doo mieszczan | Nominacja   | [ 253 ] |
| TOPtrendy                        | 2006 | Top                                                            | Echosystem                             | 9. miejsce  | [ 99 ]  |
| TOPtrendy                        | 2010 | Top                                                            | Miłość! Uwaga! Ratunku! Pomocy!        | 3. miejsce  | [ 126 ] |
| TOPtrendy                        | 2013 | Top                                                            | Do rycerzy, do szlachty, doo mieszczan | 10. miejsce | [ 254 ] |
| TOPtrendy                        | 2013 | Nagroda specjalna od miasta Sopot                              |                                        | Wygrana     | [ 255 ] |
| TOPtrendy                        | 2013 | Nagroda za całokształt twórczości od RMF FM                    |                                        | Wygrana     | [ 255 ] |
| Złote Dzioby                     | 2006 | Płyta roku                                                     | Echosystem                             | Nominacja   | [ 256 ] |
| Złote Dzioby                     | 2010 | Zespół roku                                                    |                                        | Nominacja   | [ 257 ] |
| Złote Dzioby                     | 2010 | Płyta roku                                                     | Miłość! Uwaga! Ratunku! Pomocy!        | Nominacja   | [ 257 ] |
| Złote Glany                      | 2009 |                                                                |                                        | Wygrana     | [ 258 ] |

## Skład
Obecny skład
- Katarzyna Nosowska – śpiew (od 1992)
- Marcin Macuk

- gitara basowa (1992)
- instrumenty klawiszowe, sampling, wokal wspierający (od 2015; jako dodatkowy muzyk podczas koncertów w 2007–2015)

- Marcin Żabiełowicz – gitara (od 1992)
- Robert Ligiewicz – perkusja (od 1992)
- Jacek Chrzanowski – gitara basowa (od 1992)
- Paweł Krawczyk – gitara, instrumenty klawiszowe, syntezatory, wokal wspierający (od 2001; jako dodatkowy muzyk podczas koncertów w 1999–2000)

Byli członkowie
- Piotr Banach – gitara (1992–1999; gościnnie w 2017)
- Marcin Zabrocki – instrumenty klawiszowe, syntezatory, sampling, wokal wspierający (2012–2013)

Dodatkowi muzycy podczas koncertów
- Jarosław Jóźwik – instrumenty klawiszowe (2007–2009)[136][259]
- Krzysztof Zalewski – instrumenty klawiszowe, wokal wspierający (2009–2012)[136][260]

## Dorobek muzyczny
| Albumy studyjne - Fire (1993) - Ho! (1994) - ? (1995) - Karma (1997) - Hey (1999) - [sic!] (2001) - Music Music (2003) - Echosystem (2005) - Miłość! Uwaga! Ratunku! Pomocy! (2009) - Do rycerzy, do szlachty, doo mieszczan (2012) - Błysk (2016) | Minialbumy - Heledore (1995) Albumy koncertowe - Live! (1994) - Koncertowy (2003) - MTV Unplugged (2007) - Hey w Filharmonii. Szczecin Unplugged (2015) Kompilacje - The Best of Hey Vol. 1 (2001) - The Best of Hey Vol. 2 (2001) - CDN (2017) Remix albumy - RE-MURPED! (2010) |